# Olympens hjältar
Olympens hjältar (The Heroes of Olympus) är en bokserie skriven av Rick Riordan mellan 2010 och 2014. Den handlar om hur Percy Jackson och Co ska förhindra att Gaia vaknar.

## Böcker
1. Den försvunne hjälten (The Lost Hero) (2010)[1]
2. Den fängslade guden (The Son of Neptune) (2011)[1]
3. Athenas tecken (The Mark of Athena) (2012)[1]
4. Dödens port (The House of Hades) (2013)[1]
5. Olympens blod (The Blood of Olympus) (2014)[1]

## Huvudpersoner
- Percy Jackson.
- Annabeth Chase
- Piper McLean[2]
- Jason Grace[2]
- Leo Valdez[2]
- Hazel Levesque[2]
- Frank Zhang[2]
- Reyna Avila Ramírez-Arellano[2]
- Nico di Angelo[2]
- Coach Gleeson Hedge[2]
- Octavianus[2]